# Heinz Harmel
Heinz Harmel (ur. 29 czerwca 1906 w Metzu, zm. 2 września 2000 w Krefeld) – niemiecki wojskowy i bojówkarz, SS-Brigadeführer, generał major Waffen-SS, dowódca 10 Dywizji Pancernej SS. Uczestnik I i II wojny światowej.

## Biografia
Od 1935 jako Oberscharführer służył w 1. kompanii 1 Pułku (SS-Standarte) „Germania“. W 1939 został dowódcą kompanii w nowo utworzonej SS-Standarte „Der Führer“.
Jako dowódca SS-Panzergrenadierregiments „Deutschland“ został w 1943 odznaczony Krzyżem Rycerskim. W dniu 27 kwietnia 1944 objął dowództwo 10. Dywizji Pancernej SS „Frundsberg”. Za udział w kontrofensywie po operacji „Market Garden” otrzymał 15 grudnia 1944 Miecze do Krzyża Rycerskiego.